# Języki i kolczyki
Języki i kolczyki (jap., Hebi ni piasu, 蛇にピアス) – debiutancka powieść japońskiej pisarki, Hitomi Kanehary z 2004. Pierwsze polskie wydanie ukazało się w 2007 w wydawnictwie Albatros w tłumaczeniu z języka angielskiego Witolda Nowakowskiego. 
Powieść (pisana brutalnym językiem) była odczytywana jako manifest młodego pokolenia współczesnych jej Japończyków, które radykalnie zerwało z tradycjami poprzednich pokoleń. Dzieło jest historią 19-letniej Lui, która w barze napotkała chłopca z rozdwojonym językiem o imieniu Ama. Stanowiło to w jej życiu przełom. Stała się zwolenniczką i uczestniczką subkultury punkowej, a także kręgu ludzi modyfikujących na różne sposoby swoje ciała. Poddawała się piercingowi, perwersjom seksualnym, a także praktykom sadomasochistycznym (w tym brutalnemu seksowi z przyjacielem swojego partnera). Rozcięła sobie język, a na plecach wytatuowała dużych rozmiarów smoka. Jej emocje stały się bardzo płytkie, a życie wymknęło się spod kontroli. 
Książka otrzymała nagrodę im. Akutagawy (ex aequo z Risą Watayą – obie pisarki były wówczas najmłodszymi laureatkami tego wyróżnienia w historii). Po publikacji powieść zbulwersowała część czytelników jawną pasją seksualną przenikającą dzieło, a także przedstawieniem członków nowego pokolenia, jako osób skrajnie sprzeciwiających się tradycyjnym japońskim wartościom, w tym zdyscyplinowaniu i czystości.